# Leucopleura
Leucopleura este un gen de insecte lepidoptere din familia Arctiidae.

Cladograma conform Catalogue of Life:
| Leucopleura | \| \| Leucopleura ciarana \| \| \| \| \| \| Leucopleura cucadma \| \| \| \| \| \| Leucopleura viridis \| \| \| \| |
|             | \| \| Leucopleura ciarana \| \| \| \| \| \| Leucopleura cucadma \| \| \| \| \| \| Leucopleura viridis \| \| \| \| |
|             | Leucopleura ciarana                                                                                               |
|             | |
|             | Leucopleura cucadma                                                                                               |
|             | |
|             | Leucopleura viridis                                                                                               |
|             | |